# يوشيكي أوكا
يوشيكي أوكا (باليابانية: 岡 佳樹) (26 أبريل 1994 في أوساكا في اليابان – )؛ هو لاعب كرة قدم سابق كان يلعب كمهاجم.

## وصلات خارجية
- يوشيكي أوكا على موقع رابطة كرة القدم اليابانية للمحترفين (اليابانية)
- يوشيكي أوكا على موقع قاعدة بيانات كرة القدم.إي يو (الإنجليزية)
- يوشيكي أوكا على موقع Soccerway.com (الإنجليزية)